# Eunoe hozawai
Eunoe hozawai är en ringmaskart som beskrevs av Toru Okuda 1939. Eunoe hozawai ingår i släktet Eunoe och familjen Polynoidae. Inga underarter finns listade i Catalogue of Life.